# جورج هسو
جورج هسو هو سياسي تايواني، ولد في 1952.